# Muvekithana
Muvekit (tur. muvakkithane ← v. muvekit + perz. ḫāne kuća; tur. muvakkit ← arap. muwaqqit ← waqt: vrijeme), prostorija uz džamiju u kojoj radi džamijski službenik muvekit.